# アンドレ・アンドレ
アンドレ・フィリペ・ブラス・アンドレ（André Filipe Brás André, 1989年8月26日 - ）は、ポルトガル・ヴィラ・ド・コンデ出身のサッカー選手。プリメイラ・リーガ・ヴィトーリアSC所属。ポジションはミッドフィールダー。

## 来歴

### クラブ
2014-15シーズンはプリメイラ・リーガで31試合に出場し11ゴール(8ゴールはPK)をマーク。2015年6月13日にFCポルトヘ移籍が合意したことをクラブ公式HP上で発表した。
2018年7月4日、古巣ヴィトーリアSCと3年契約を結んだことが発表された。

### 代表
2015年3月31日のカーボベルデとの親善試合でポルトガル代表デビュー。2015年11月17日のルクセンブルクとの親善試合で代表初得点を挙げた。

## 人物
1984年から1995年までポルトでプレーした元ポルトガル代表MFアントニオ・アンドレの息子としても知られている。

## タイトル
FCポルト
- プリメイラ・リーガ : 2017-18